# Будва
Бу́два (черног. Будва, Budva) — город в Черногории, расположенный в центральной части адриатического побережья страны. Город является центром одноимённого муниципального округа. Будва основана 2500 лет назад, является одним из самых древних поселений на берегах Адриатического моря.
Будва и её окрестности образуют Будванскую Ривьеру — крупнейший туристический центр Черногории, знаменитый своими пляжами, ночной жизнью и прекрасными образцами средиземноморской архитектуры.

## География
Округ Будва занимает площадь 122 км². Прибрежная полоса быстро сменяется горным ландшафтом. Горы, состоящие из осадочных пород, покрыты редким колючим кустарником. Новый город расположен вдоль берегов небольшой бухты. На севере бухта заканчивается мысом, на котором расположена старая крепость.
Недалеко от Будвы, в пределах прямой видимости, находится остров Святого Николы, один из немногих островов у побережья Черногории. Через город проходит так называемый Адриатический тракт (Ядранский путь) — шоссе, связывающее между собой многочисленные населённые пункты в Греции, Албании, Черногории, Боснии, Хорватии.

## Климат
Климат в Будве — типичный средиземноморский, с тёплым летом и мягкой зимой. Количество солнечных дней составляет в среднем 297 в году. Будва — один из самых теплых городов Средиземноморья: средняя температура января составляет 8 °C, июля — 23,9 °C, средняя летняя температура — 23,1 °C, зимняя — 9,3 °C. Температура морской воды летом поднимается до 24,7 °C, а осенью составляет 18…19 °C. Относительная влажность воздуха — от 63 % летом до 80 % осенью.

## История

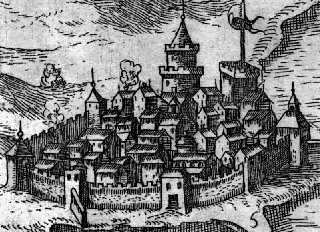
Будва в 1615 году

Есть множество археологических подтверждений тому, что первые поселения на территории Будвы были в V веке до н. э.. По легенде, город основал древнегреческий герой Ка́дм Финикийский, который покинул основанный им город Фивы (центральная Греция) и нашёл здесь пристанище для себя и своей жены Гармо́нии. В Будве, действительно, находятся исторические памятники двух цивилизаций античного Средиземноморья — Древнегреческой и Римской. После падения Римской империи и её разделения на две части, разделительная черта между образовавшимися державами проходила через Будву, что оказало огромное воздействие на культуру этого региона. В средние века Будва находилась во власти королей Дукли, сербских и зетских феодалов.
Венецианцы правили городом с 1420 по 1797 год. В то время город носил название Бу́дуа и относился к Венецианской Албании. Он был окружён неприступными стенами, защищавшими его от турецких набегов. Жители города говорили на венецианском языке вплоть до XIX века. Город был невелик: число его жителей не превышало тысячу.
В 1815—1867 годах Будва входила в состав Австрийской, в 1867—1918 годах — Австро-Венгерской империи. После Первой мировой войны Будва вошла в состав Королевства Сербов, Хорватов и Словенцев (с 1929 г. — Королевство Югославия). С середины 1930-х город понемногу начал развиваться как международный курорт. В апреле 1941 г. оккупирован фашистской Италией. Вторая мировая война унесла много человеческих жизней: погибло более половины жителей Будвы. Город был освобождён от фашистов 22 ноября 1944 года. Начиная с 1970—1980-х годов Будва приобретает статус модного среди западноевропейских туристов курорта. С 2006 г. Будва входит в состав независимой Республики Черногории.
15 апреля 1979 года произошло мощное землетрясение, в результате которого была разрушена бо́льшая часть города. Но сейчас уже практически не найти следов случившегося: все здания восстановлены.

## Транспорт
В городе имеется автобусная станция, расположенная рядом с городской поликлиникой (Дом Здравља), с которой осуществляются региональные, междугородние и международные автобусные рейсы. Автобусные маршруты соединяют Будву и другие курортные города Черногорского побережья. К примеру, в Герцег-Нови автобус отправляется каждые полчаса, в пути 1,5 часа.
Вдоль побережья идёт шоссе — Адриатический путь (Јадрански пут).
В 20-25 км от Будвы находится международный аэропорт Тиват (Tivat Airport). По всему побережью до аэропорта ходят автобусы и такси.
На расстоянии 60-70 км от Будвы расположен международный аэропорт Подгорица (Podgorica Airport).

## Население
Будва является центром одноимённого муниципального округа, включающего в себя, кроме Будвы, такие населённые пункты, как Борети, Бечичи, Рафаиловичи, Пржно, Свети-Стефан, Петровац. Население округа составляет 15909 (по данным переписи 2003 года), из них население самой Будвы - 10918. По данным последней переписи, которая была проведена в 2023 году, в општине Будва проживают 27445 человек. 
Население города динамично растёт: так, если в 1981 году численность популяции города составляла 4684, то к 1991 году она увеличилась до 7178, а затем за десятилетие выросла практически в полтора раза. Этнический состав Будвы также претерпевает значительные изменения: стремительно увеличивается доля сербов среди городского населения.
| Национальность     | Доля численности населения в 1991 году, % | Доля численности населения в 2003 году, % | Доля численности населения в 2011 году, % | Доля численности населения в 2023 году, % |
| ------------------ | ----------------------------------------- | ----------------------------------------- | ----------------------------------------- | ----------------------------------------- |
| Черногорцы         | 62,52%                                    | 45,33%                                    | 48,19%                                    | 35,61%                                    |
| Сербы              | 22,47%                                    | 40,87%                                    | 37,71%                                    | 35,79%                                    |
| Албанцы            | -                                         | 0,35%                                     | 0,52%                                     | 0,39%                                     |
| Беларусы           | -                                         | -                                         | -                                         | 0,82%                                     |
| Боснийцы           | -                                         | 0,15%                                     | 0,65%                                     | 0,62%                                     |
| Русские            | -                                         | 0,11%                                     | 1,09%                                     | 13,62%                                    |
| Славяне-мусульмане | 1,49%                                     | 1,28%                                     | 0,59%                                     | -                                         |
| Турки              | -                                         | -                                         | 0,04%                                     | 1,26%                                     |
| Украинцы           | -                                         | -                                         | -                                         | 3,75%                                     |
| Хорваты            | 1,21%                                     | 1,12%                                     | 0,87%                                     | 0,52%                                     |
| Цыгане             | -                                         | 0,25%                                     | 0,17%                                     | 0,06%                                     |
| Остальные          | -                                         | 2,61%                                     | 1,00%                                     | 1,18%                                     |

Конфессиональный состав Будвы практически однороден: подавляющее большинство верующих составляют православные христиане. В городе и его окрестностях расположено множество православных храмов, монастыри: Подострог, Режевичи, Станевичи, Градиште. Католическая община Будвы также насчитывает длительную историю, в городе до сих пор существуют католические храмы, в их числе и знаменитый сокафедральный собор Святого Иоанна Крестителя.

## Экономика
Основу экономики города составляет туризм. Помимо отелей и пансионатов много апартаментов, сдаваемых туристам.

## Культура

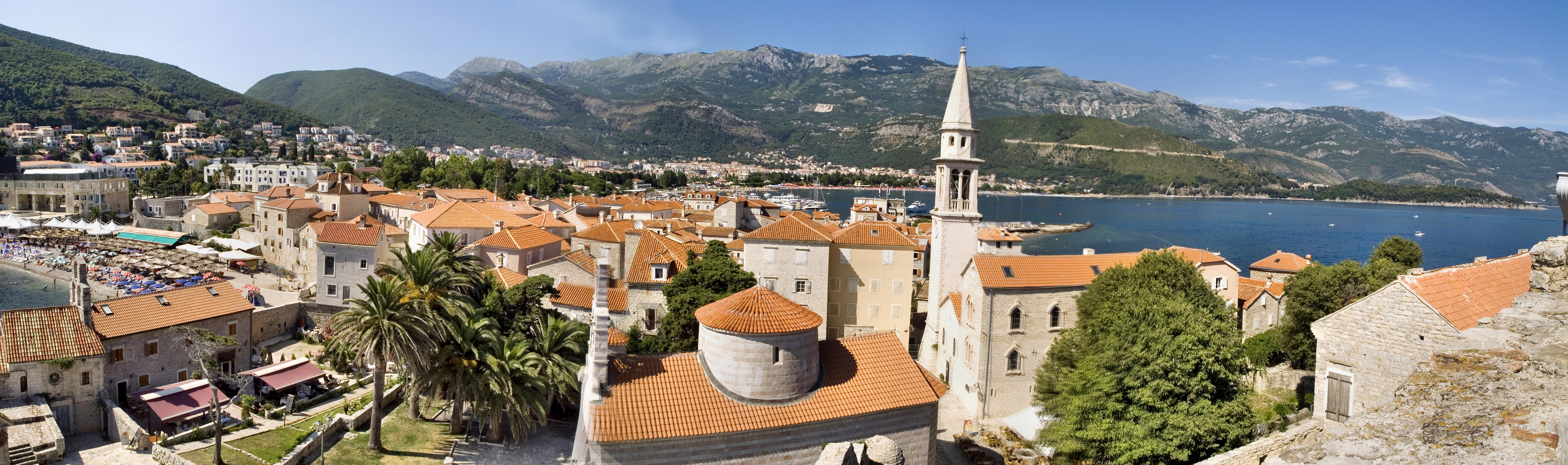
Панорама старого города (вид с цитадели), на переднем плане Церковь Святой Троицы

Культурная жизнь города богата событиями, здесь происходят многочисленные театральные и музыкальные фестивали, а с начала июля и до 20 августа в Будву со всей страны съезжаются поэты.
Действуют археологический и этнографический музеи.
Местные мелкогалечные пляжи (Славянский пляж, Могрен) и песчаный Яз (4 км от Будвы) пользуются популярностью среди туристов. В городе также проводятся международные спортивные турниры.

## Туризм

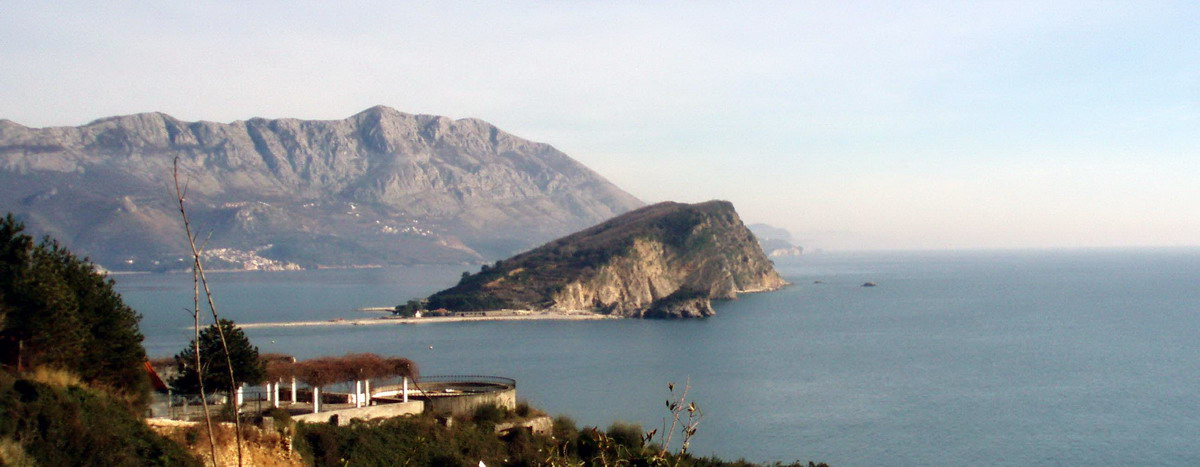
Остров Св. Николы

Будву часто называют столицей черногорского туризма: лишь за лето 2005 года город посетили 250 тыс. туристов. Главным образом это жители Сербии и России, а также Германии, Финляндии и пр. Туристов привлекают многочисленные пляжи курорта, общая протяжённость которых составляет 11,3 км, а также множество исторических достопримечательностей.
В 2014 году Будву посетили 754 567 туристов, они провели в городе 4,67 млн ночей. Среди отдыхающих самыми многочисленными были гости из России. Всего в 2014 г. курортную столицу Черногории посетили 220 445 россиян.

### Пляжи

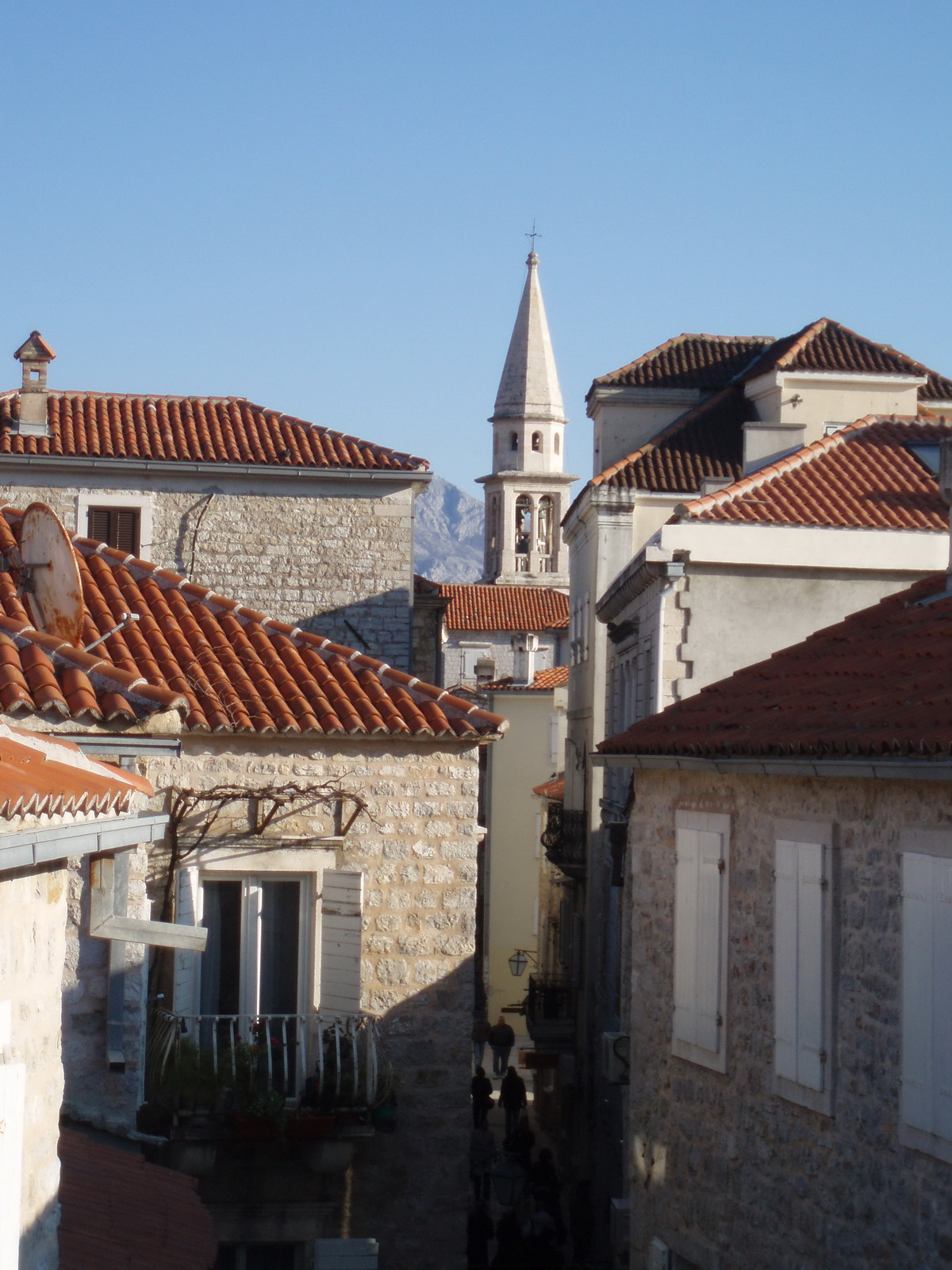
Старый город

Будва опоясана пляжами, большинство из которых являются либо крупнопесчаными, либо мелкогалечными:
- Могрен (Mogren) — один из самых известных пляжей Будвы, расположенный у подножия достаточно крутых скал в 500 метрах от исторического центра Будвы — Старого города.
- Пизана (Pizana) — городской пляж, который расположен в Будве неподалёку от Старого города и башни Репено. Несмотря на небольшую протяженность (около 150 м), он обладает всей необходимой инфраструктурой: раздевалки, туалеты, душевые, а также кафе и ресторанчики. В разгар сезона на пляже может быть очень много людей.
- Словенский (Славянский) пляж — самый протяжённый пляж Будвы, расположенный восточнее Старого города. Название восходит к осени 1938 г., когда в Будве на почве оккупации нацистской Германией Судетской области начались конфликты между отдыхавшими там немецкими и словацкими туристами. В итоге словаки закрепили за собой центральный пляж (немцы ушли на Могрен) и установили там табличку «Словенска плажа» (в переводе со словацкого — Словацкий пляж).
- Гуванце (Guvance) — небольшой песчано-галечный пляж длиной около 100 м. Расположен возле каменистого мыса п-ва Завала (по дороге из Бечичи в Будву).
- Яз (Jaz) — один из 16 официальных песчаных пляжей Черногории, его длина — 1 200 м, общая площадь — 22,5 тыс. м². Пляж состоит из двух частей: большой (протяженностью 700 м) и маленькой (длиной 400 м), где отдыхают нудисты. За пляжем раскинулось Мрчево поле, с двух сторон его окаймляют горы Грбаль и Стража. Через пляж протекает речка Дреновстица, впадающая в море, так что на пляже есть источник питьевой воды. На пляже расположены небольшие сезонные рестораны и миниотели, летом работают несколько магазинов.
- Лучице (Lučice) — небольшой песчано-галечный пляж, находится в бухте недалеко от Петроваца. Длина — 220 м.
- Трстено (Trsteno) — маленький пляж для путешествующих с детьми.
- Плоче (Ploče) — каменный пляж на выступающем в море мысе.

### Ночная жизнь

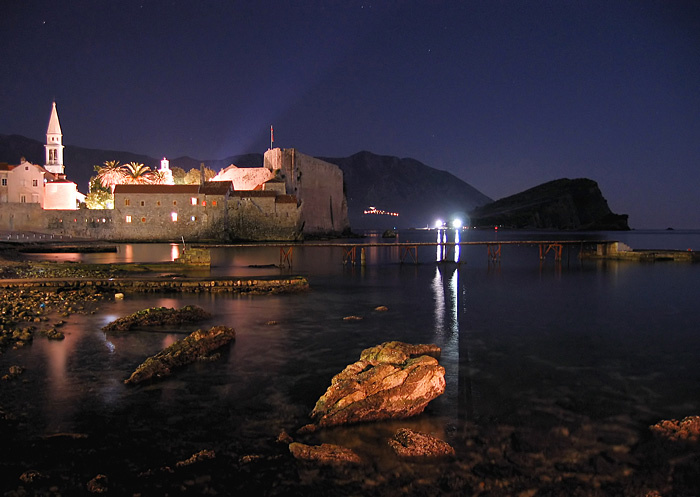
Вид на Старый город ночью

Будва хорошо известна на региональном уровне как столица ночной жизни Восточной Адриатики. Первые дискотеки в Будве начали появляться в 1980-е годы, как танцевальные клубы при отелях. Однако клубная жизнь здесь начала набирать обороты в 1990-х годах, с многочисленными клубами под открытым небом вдоль набережной Будвы. Эта тенденция продолжилась и в 2000-е годы, сейчас рядом со Старым городом и на набережной работает большое количество баров, пабов и ресторанов. Здесь работают и два больших клуба — Топ-Хилл и Трокадеро.

### Исторические памятники

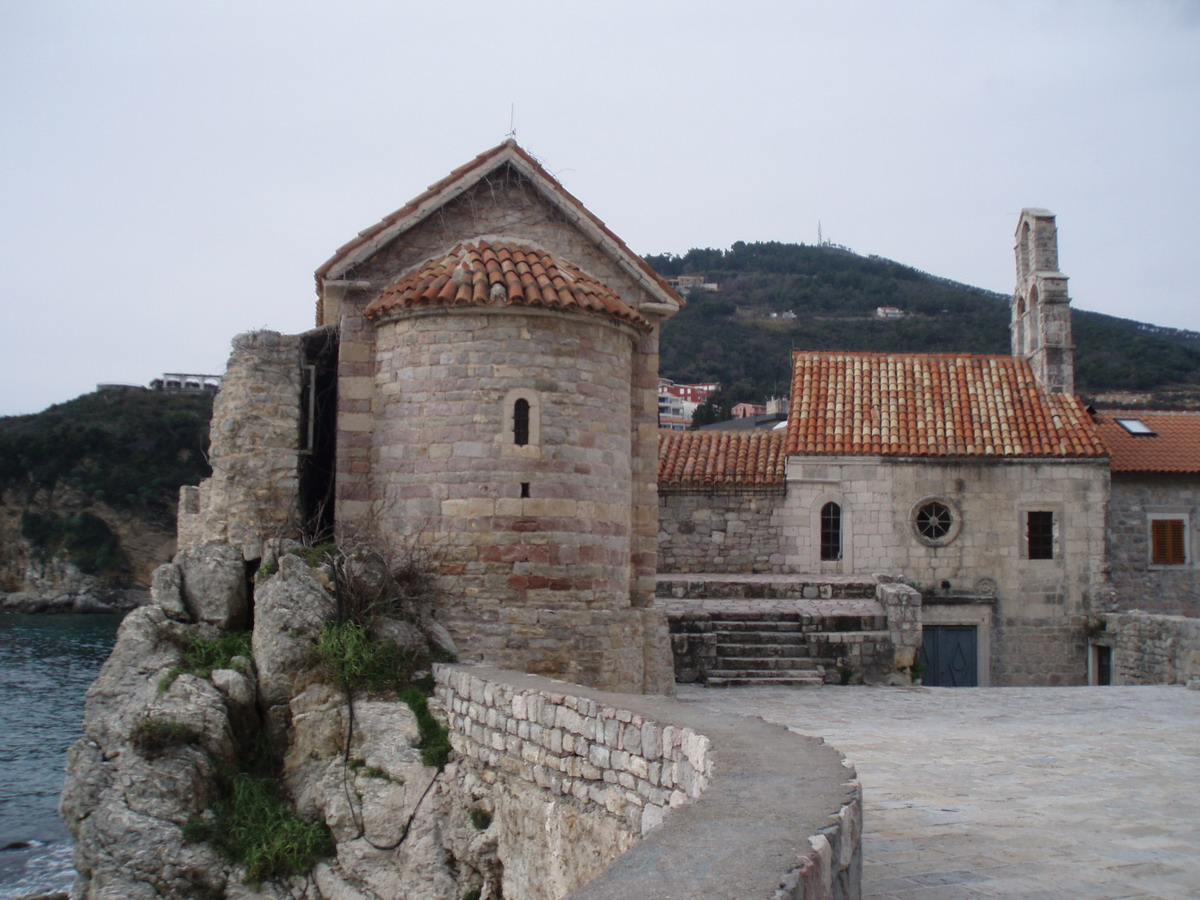
Церкви в старом городе

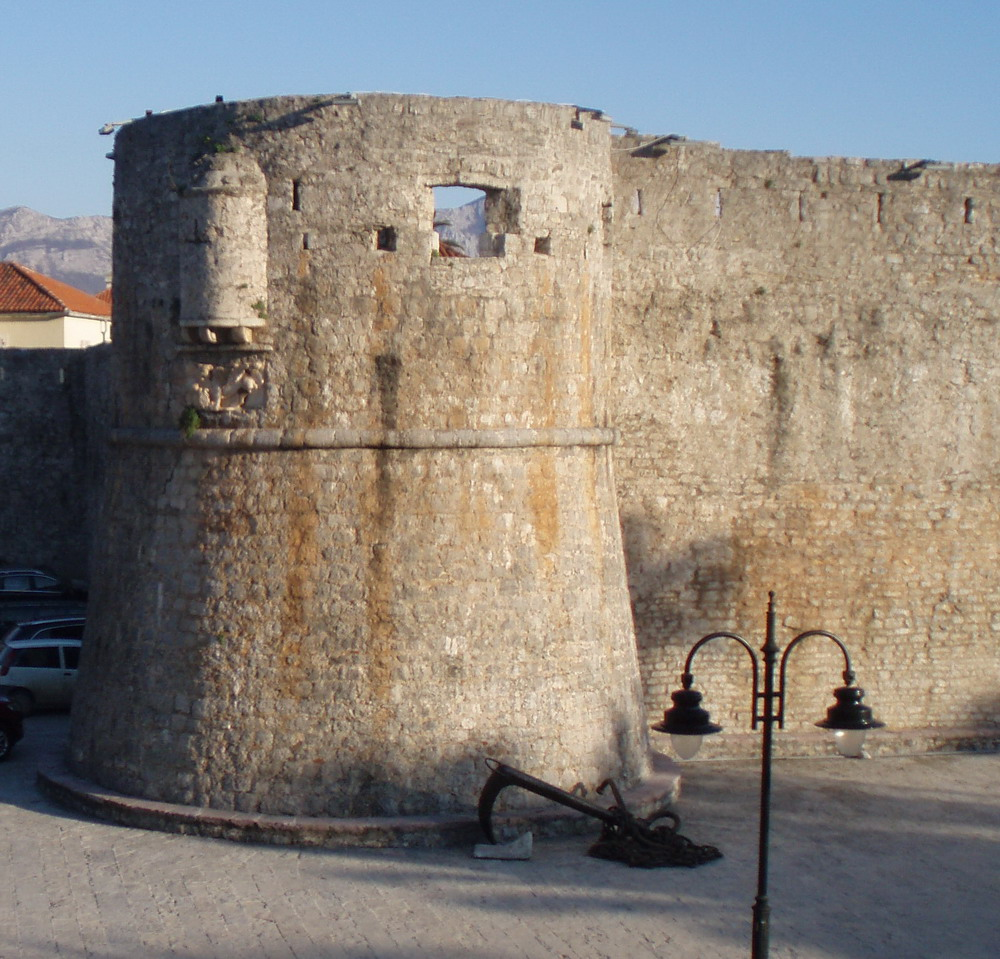
Крепостные стены

Большинство памятников истории сконцентрировано в Старом городе Будвы. Расположенный на заметно резко выступающем в море полуострове, он представляет собой уголок типично венецианской и средиземноморской архитектуры. Несмотря на разрушительные последствия землетрясения 1979 года, к 1987 году Старый город был полностью восстановлен. Старый город опоясывает мощная крепостная стена и пронизывают узкие извилистые улочки, которые ведут к городской цитадели, где ныне расположен музей. Возле цитадели расположено три старинные церкви:
- Собор Святого Иоанна Крестителя (основан в VII веке, с последующими перестройками) с колокольней — архитектурной доминантой старого города;
- Церковь Святой Марии «ин Пунта» (возведена в 840 году) — единственное сохранившееся строение от существовавшего здесь некогда монастыря;
- Церковь Святой Троицы (построена в 1804) — православный храм, возведённый в типично византийском стиле.
- Церковь Святого Саввы — небольшой храм в Будве. Он был построен в 1141 году, в нынешнем Старом городе. По легенде, с того места, где сейчас стоит церковь, святой Савва отправился в паломничество в Иерусалим. Этот небольшой храм *15 м²* построен из обтесанного камня серого и красных цветов. Он примыкает к южной крепостной стене, которую разделяет с церковью Святой Марии. Внутри церковь была расписана фресками XII века, от которых сохранились фрагменты . В настоящее время церковь Святого Саввы не действует.

Памятники истории расположены и в окрестностях Будвы. Это прежде всего прекрасно сохранившийся ансамбль Свети-Стефана, а также православные монастыри.

### Аквапарк Будва

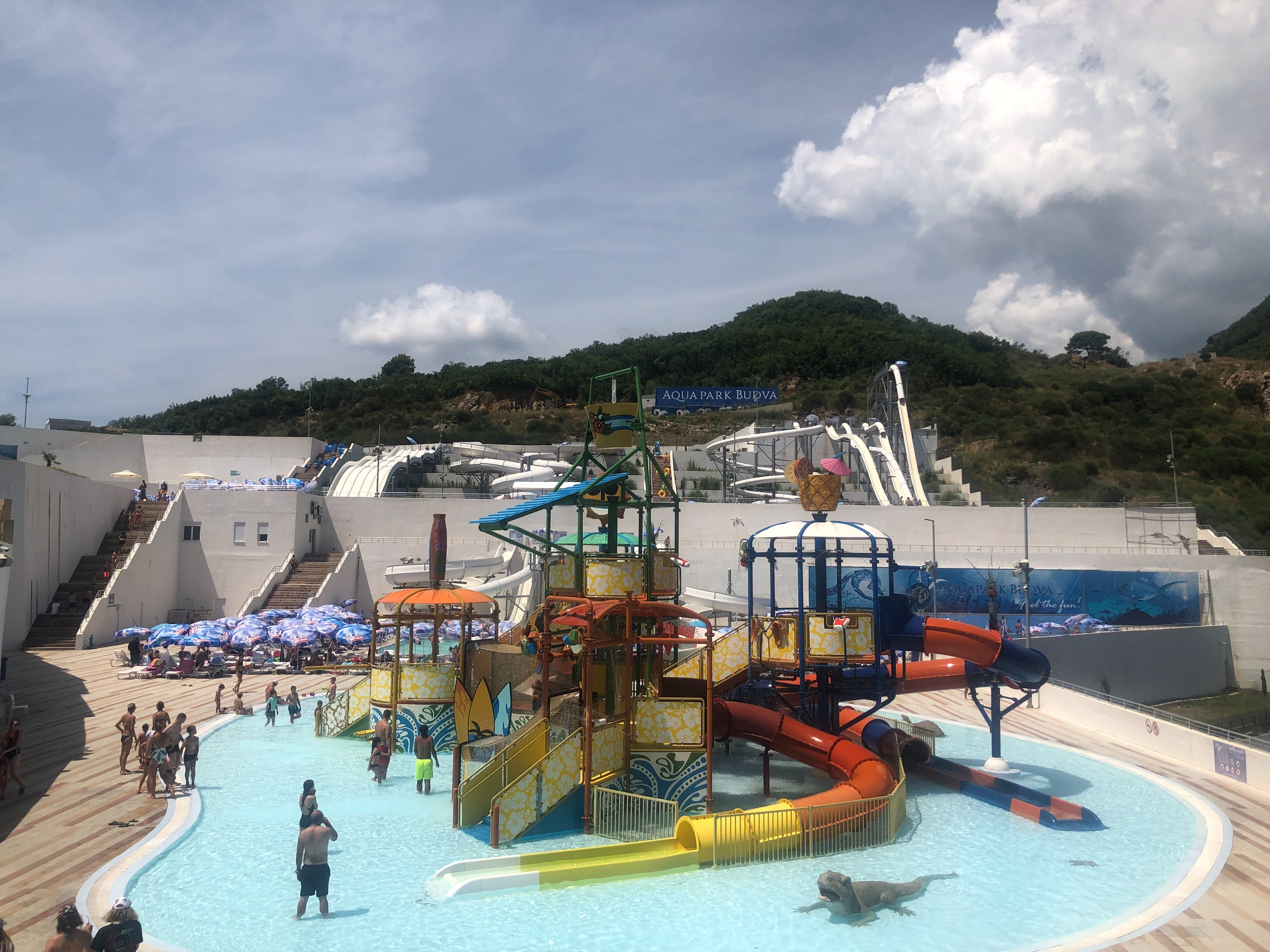
Аквапарк Будва

10 июня 2016 года в городе Будва на улице Топлишкий пут был открыт один из самых больших аквапарков на Адриатическом побережье. Так как открытие аквапарка стало значимым событием для Черногории, то открытие проводил мэр города Будва С.Попович, а освещением данного мероприятия занимались ведущие национальные СМИ: Vijesti и РТЦГ.
В день аквапарк может посетить до 6000 человек. На территории более 40 000 м² есть водные горки, бассейны, детские аттракционы, большой ресторан, 3 бара, детское кафе, магазин, фотокабинка.
До аквапарка можно добраться из центра города Будва на автобусе или такси за 5-6 минут. Есть бесплатная стоянка. В пешей доступности от аквапарка находится ночной клуб Топ-Хилл.

## Города-побратимы
- Северная Македония — Охрид
- Россия — Восточный административный округ Москвы
- Чехия — Прага 4
- США — Уэст-Палм-Бич
- Италия — Римини
- Хорватия — Пакрац
- Сербия — Велика-Плана
- Сербия — Нови-Сад
- Словакия — Банска-Бистрица